# Bơi khỏa thân
Bơi khỏa thân (Nude swimming) là hành vi bơi lội mà không mặc quần áo cho dù bơi trong các vùng nước tự nhiên hay trong bể bơi. Trong cả tiếng Anh-Anh và tiếng Anh-Mỹ thì bơi lội có nghĩa là "di chuyển trong nước bằng cách di chuyển cơ thể hoặc các bộ phận của cơ thể", Trong tiếng Anh-Anh, tắm cũng có nghĩa là bơi nhưng trong tiếng Anh-Mỹ, tắm có nghĩa là tắm rửa hoặc ngâm mình trong nước nhằm mục đích vệ sinh, trị liệu hoặc nghi lễ. Trong thời tiền sử và phần lớn lịch sử cổ đại, cả bơi lội và tắm rửa đều thường không mặc quần áo, mặc dù các nền văn hóa có khác nhau về việc liệu việc tắm rửa có nên được phân biệt theo giới tính hay không. Những cộng đồng Cơ Đốc giáo thường phản đối việc tắm khỏa thân chung chạ giữa cả nam lẫn nữ, mặc dù không phải tất cả những người theo đạo Cơ Đốc ban đầu ngay lập tức từ bỏ truyền thống tắm chung chạ của người La Mã. 

## Tổng quan
Trong các xã hội phương Tây cho đến thế kỷ XX, bơi lội khỏa thân là phổ biến đối với nam giới và bé trai, đặc biệt là trong bối cảnh chỉ dành cho nam giới và ở mức độ thấp hơn khi có sự hiện diện của phụ nữ và trẻ em gái mặc quần áo. Một số xã hội không thuộc phương Tây vẫn tiếp tục thực hành tắm khỏa thân chung cho đến nay, trong khi một số văn hóa phương Tây trở nên khoan dung hơn với việc này trong suốt thế kỷ XX. Các thực hành hiện đại của chủ nghĩa khỏa thân bao gồm cả việc bơi khỏa thân. Sự chấp nhận rộng rãi chủ nghĩa khỏa thân ở nhiều Châu Âuvà các quốc gia đã dẫn đến sự công nhận về mặt pháp lý đối với việc bơi lội không bắt buộc phải mặc quần áo ở những địa điểm mở cửa cho công chúng. Sau một thời gian ngắn phổ biến vào những năm 1960–1970 của những "bãi biển khỏa thân" công cộng ở Hoa Kỳ, sự chấp nhận ngày càng giảm, giới hạn việc bơi khỏa thân của người Mỹ nói chung ở các địa điểm riêng tư. Dựa trên bức tranh trên đá được tìm thấy trong hang động, hoạt động bơi lội của con người đã tồn tại hàng nghìn năm trước những nền văn minh đầu tiên, thời kỳ đó con người thường là lõa lồ trần truồng.
Ở Ai Cập cổ đại thì ngư dân và người chèo thuyền thường xuyên khỏa thân khi bơi. Ở La Mã cổ đại dù quần áo cũng thể hiện địa vị xã hội, nhưng nhà tắm công cộng là một ngoại lệ, nhà tắm có thể bao gồm các bể bơi nằm ở sân rộng. Bơi lội ngày càng trở nên không được ưa chuộng sau sự sụp đổ của Đế chế La Mã phương Tây và bị nhà thờ Thiên chúa giáo coi là tội lỗi và không lành mạnh, bất chấp sự giảng dạy của nhà thờ, việc bơi lội và tắm rửa đã quay trở lại vào thế kỷ XII, đôi khi không có sự phân biệt giới tính:9–10. Bất chấp Giáo hội Anh với cuốn sách Nghệ thuật bơi lội (De Arte Natandi) của Everard Digby được xuất bản năm 1587. Cuốn sách hướng dẫn năm 1696 của Melchisédech Thévenot còn được gọi là Nghệ thuật bơi lội được minh họa bằng 40 bản khắc tấm đồng cho thấy việc bơi lội thường phải trần truồng khỏa thân. Trong thời đại Victoria, các nhà tắm và bể bơi công cộng được xây dựng ở Adelaide để giải quyết các vấn đề về sức khỏe và an toàn, đồng thời cũng để giảm bớt tình trạng bơi khỏa thân ở vùng nước mở, trang phục bơi được phát cho khách hàng tại bể bơi. Trang phục lịch sự để tắm hoặc bơi lội không được coi trọng cho đến thế kỷ XV, khi phụ nữ bắt đầu mặc váy tắm và đàn ông mặc quần áo bằng vải lanh. Ở các nhóm chỉ dành cho nam, nam giới tiếp tục khỏa thân bơi lội trên sông và biển cho đến giữa thế kỷ XIX. Benjamin Franklin và John Quincy Adams cũng được biết đến hay bơi trần truồng.

## Hình ảnh

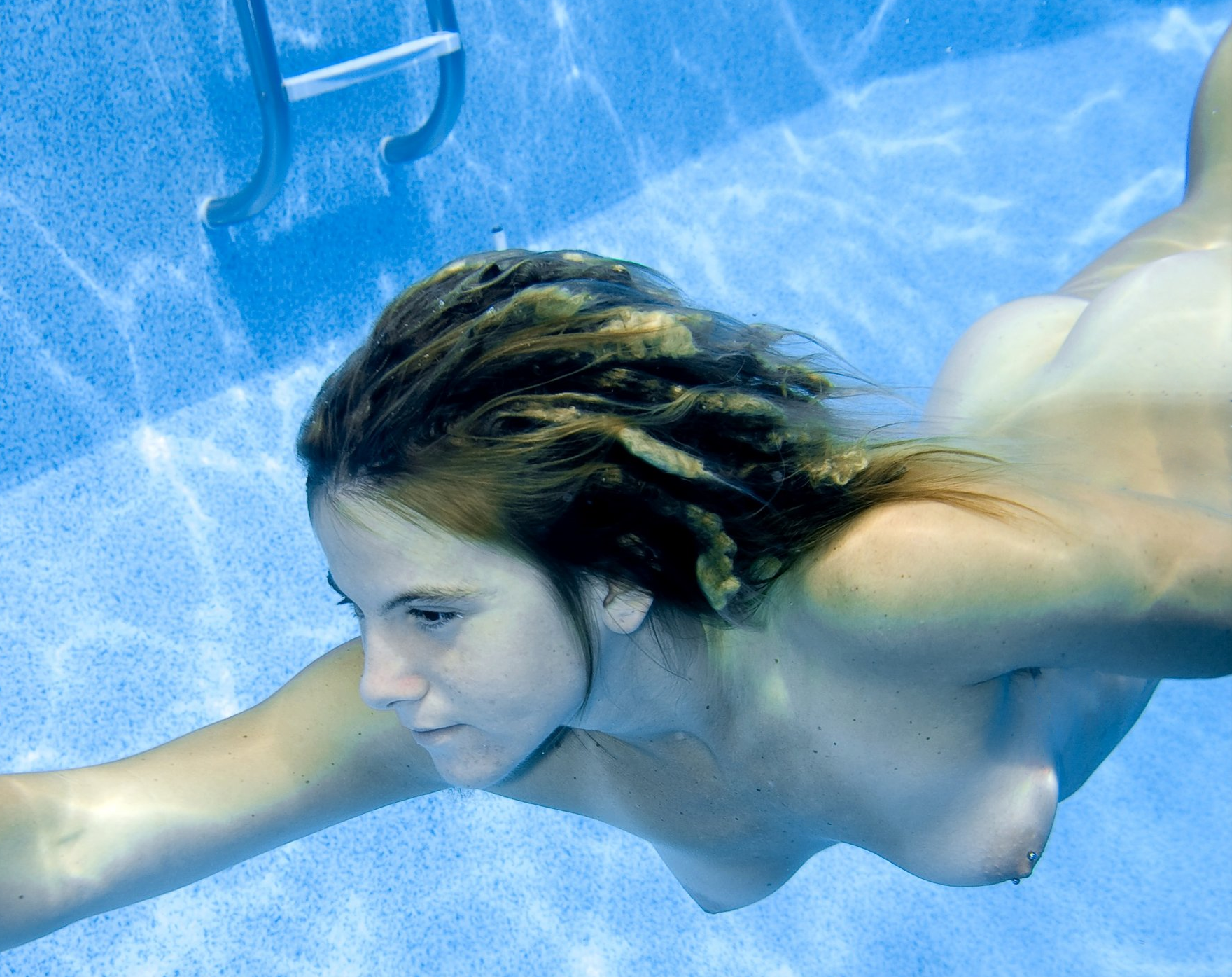
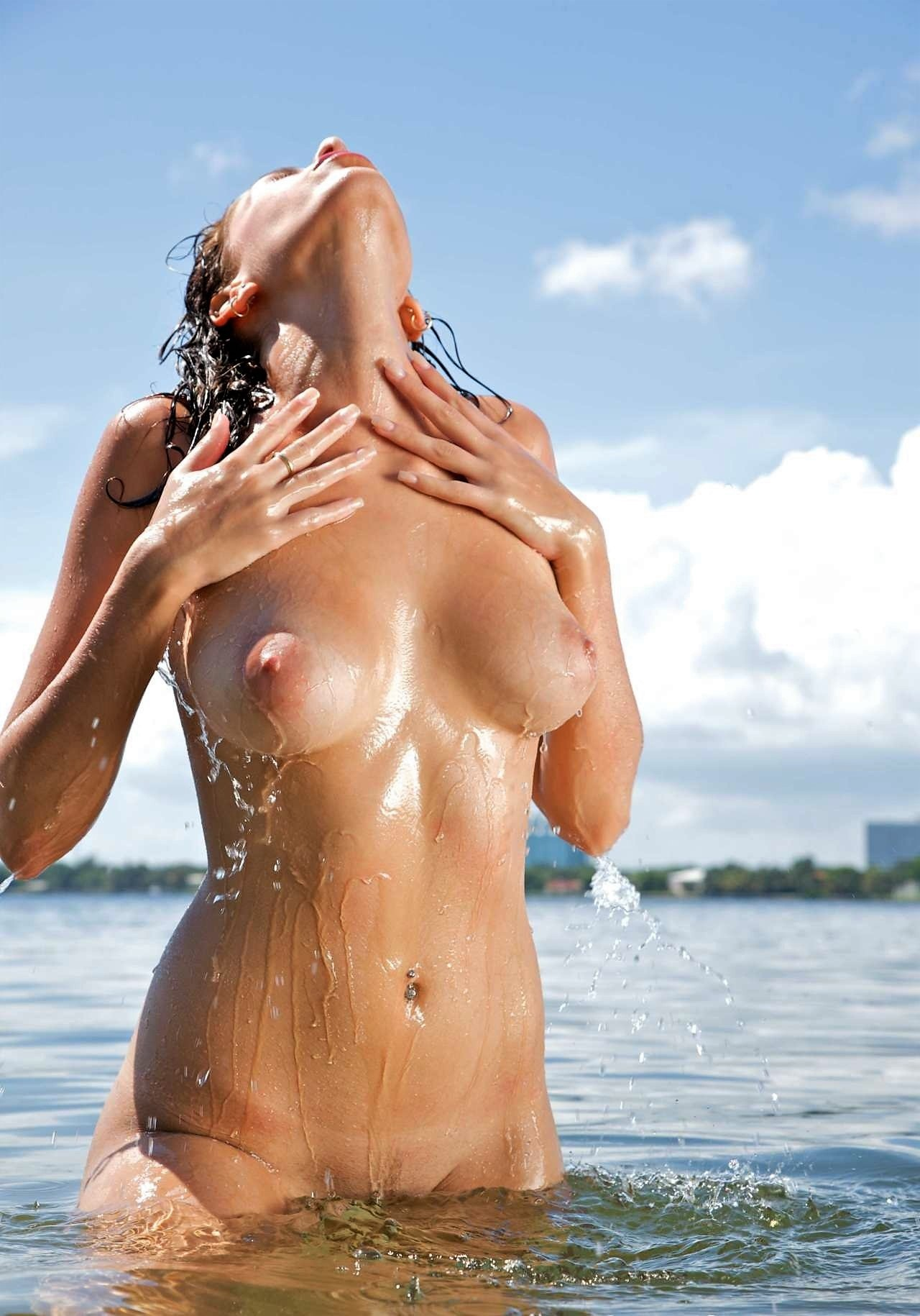
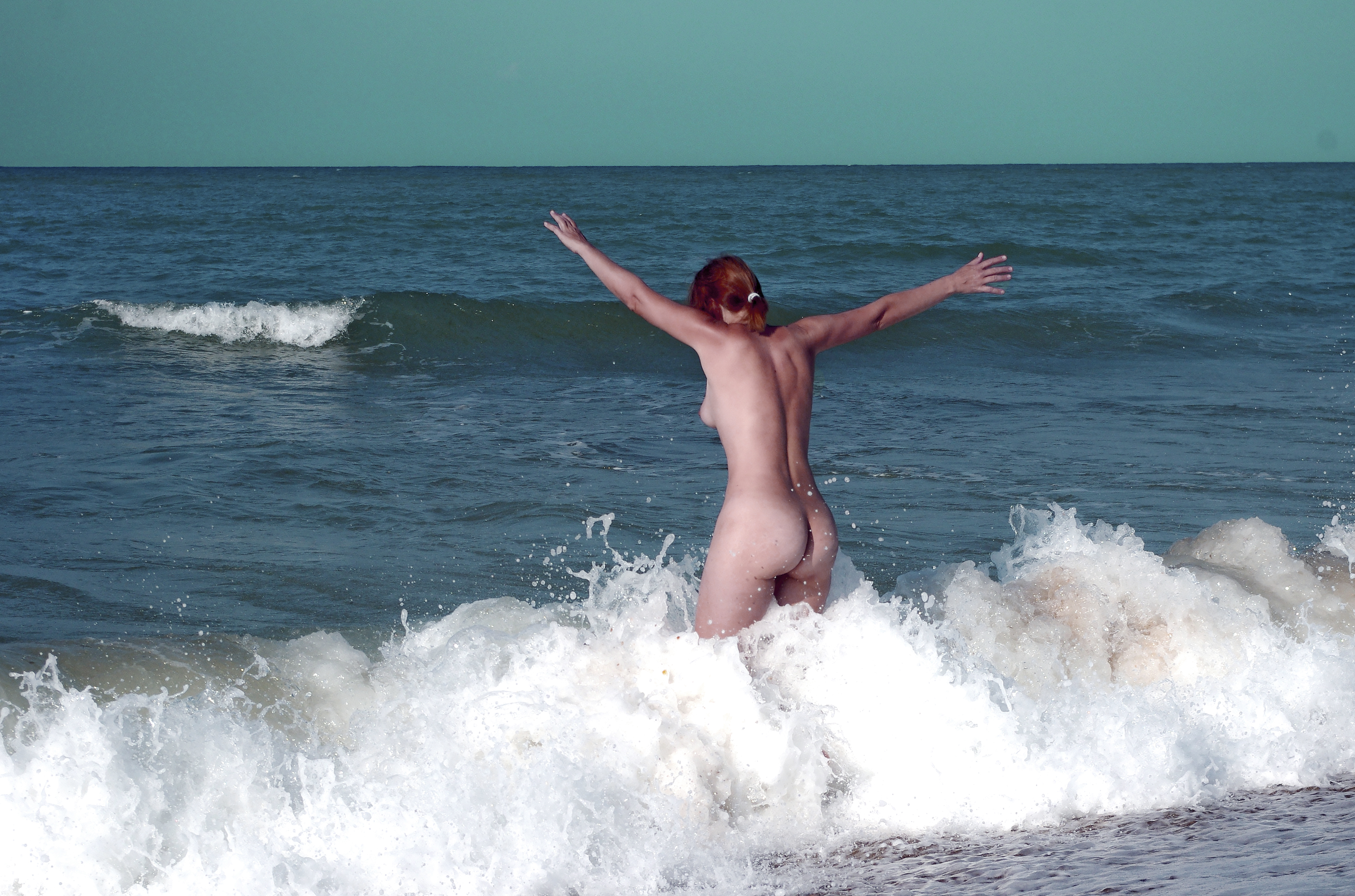
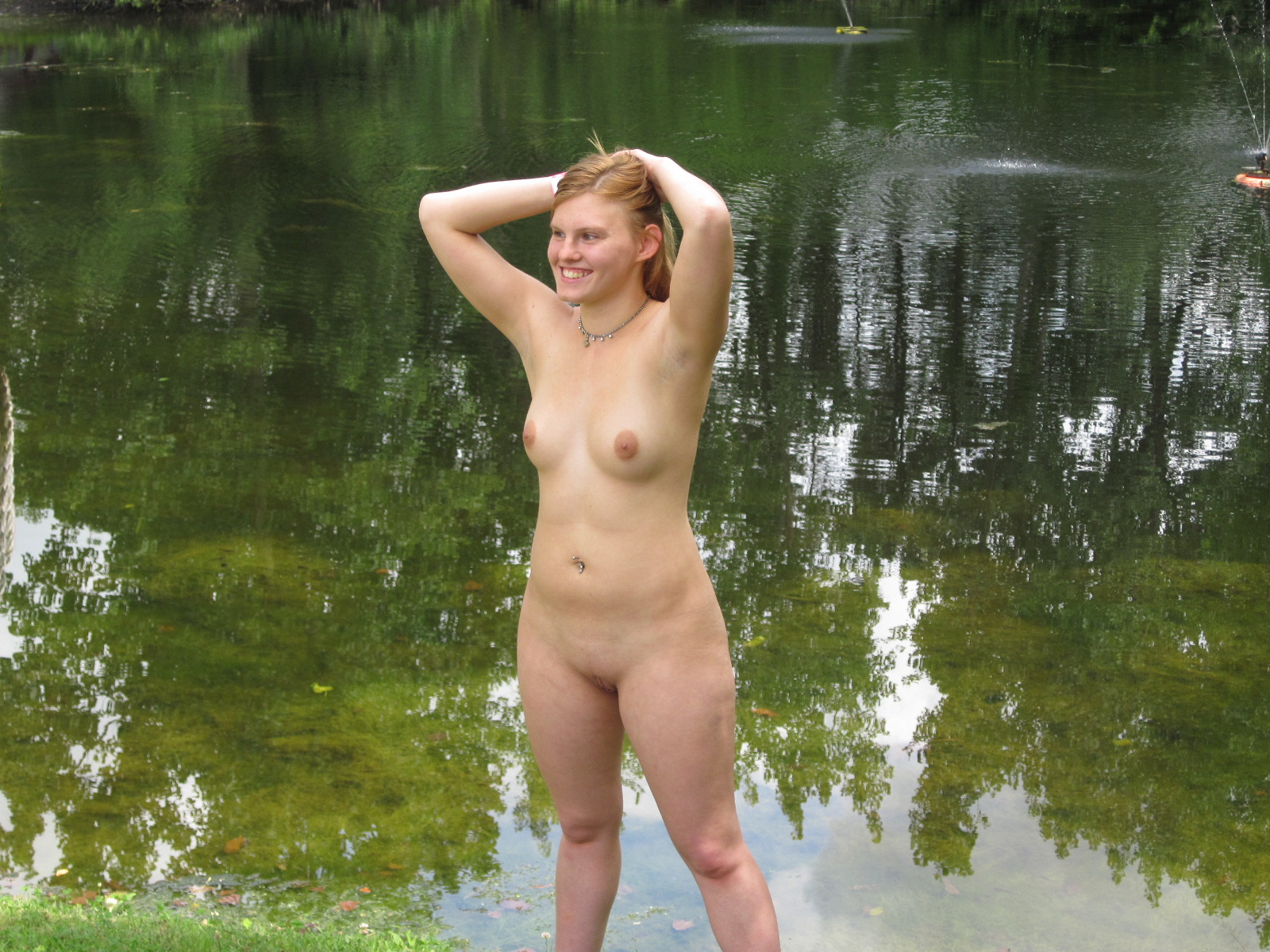
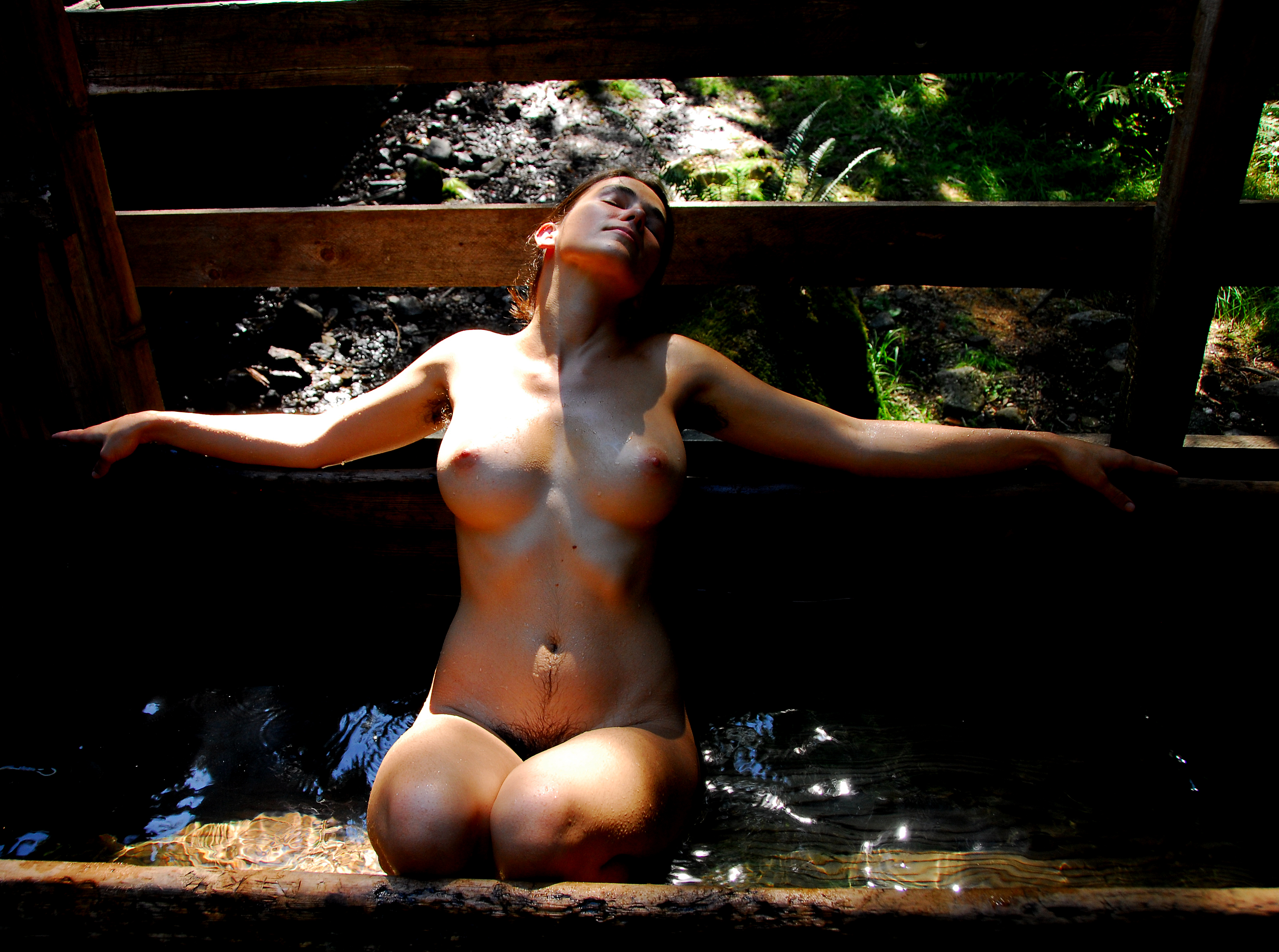